# آقانشینی
اقانشینی (به انگلیسی: Aghanashini) یک منطقهٔ مسکونی در هند است که در کارناتاکا واقع شده‌است.